# Елементарна реакција
Елементарна реакција представља хемијску реакцију у којој реактанти (атоми, молекули, јони, радикали) прелазе у само једном елементарном ступњу у продукте реакције и преко само једног прелазног стања. Елементарни степен увек представља појединачну реакцију на молекулском нивоу а не укупну реакцију, и одговара процесу у коме се неке хемијске везе раскидају а неке формирају.
Елементарна хемијска промена, под којом подразумевамо реакцију која се одвија само у једном ступњу, може бити у односу на реактанте мономолекулска, бимолекулска или тримолекулска.

## Мономолекулска елементарна реакција
Ако се у елементарном степену једна хемијска врста трансформише у другу, степен је мономолекулски.
{\displaystyle A\to {\text{produkt}}}
{\displaystyle v=-{\frac {dc_{A}}{dt}}=kc_{A}}
{\displaystyle v=-{\frac {d[A]}{dt}}=k[A]}

## Бимолекулска елементарна реакција
Бимолекулски степен је онај у коме се две хемијски различите врсте или два молекула хемијски идентичне врсте у једном степену трансформишу у хемијски нову врсту односно продукт реакције.
{\displaystyle A+B\to {\text{produkt}}}
{\displaystyle v=-{\frac {dc_{A}}{dt}}=-{\frac {dc_{B}}{dt}}=kc_{A}c_{B}}
{\displaystyle v=-{\frac {d[A]}{dt}}=-{\frac {[B]}{dt}}=k[A][B]}

## Тримолекулска елементарна реакција
Тримолекулски степен(или тримолекулсака елементарна реакција) је онај у коме учествују три молекула хемијски истих или различитих врста дајући продукт реакције.
{\displaystyle A+B+C\to {\text{produkt}}}
{\displaystyle v=-{\frac {dc_{A}}{dt}}=-{\frac {dc_{B}}{dt}}=-{\frac {dc_{C}}{dt}}=kc_{A}c_{B}c_{C}}
{\displaystyle v=-{\frac {d[A]}{dt}}=-{\frac {[B]}{dt}}=-{\frac {d[C]}{dt}}=k[A][B][C]}
Број молекула чијом интеракцијом током одигравања елементарне хемијске реакције настаје производ(или производи) представља према Вант Хофу молекуларност реакције.